# Antonio Gambacorti Passerini

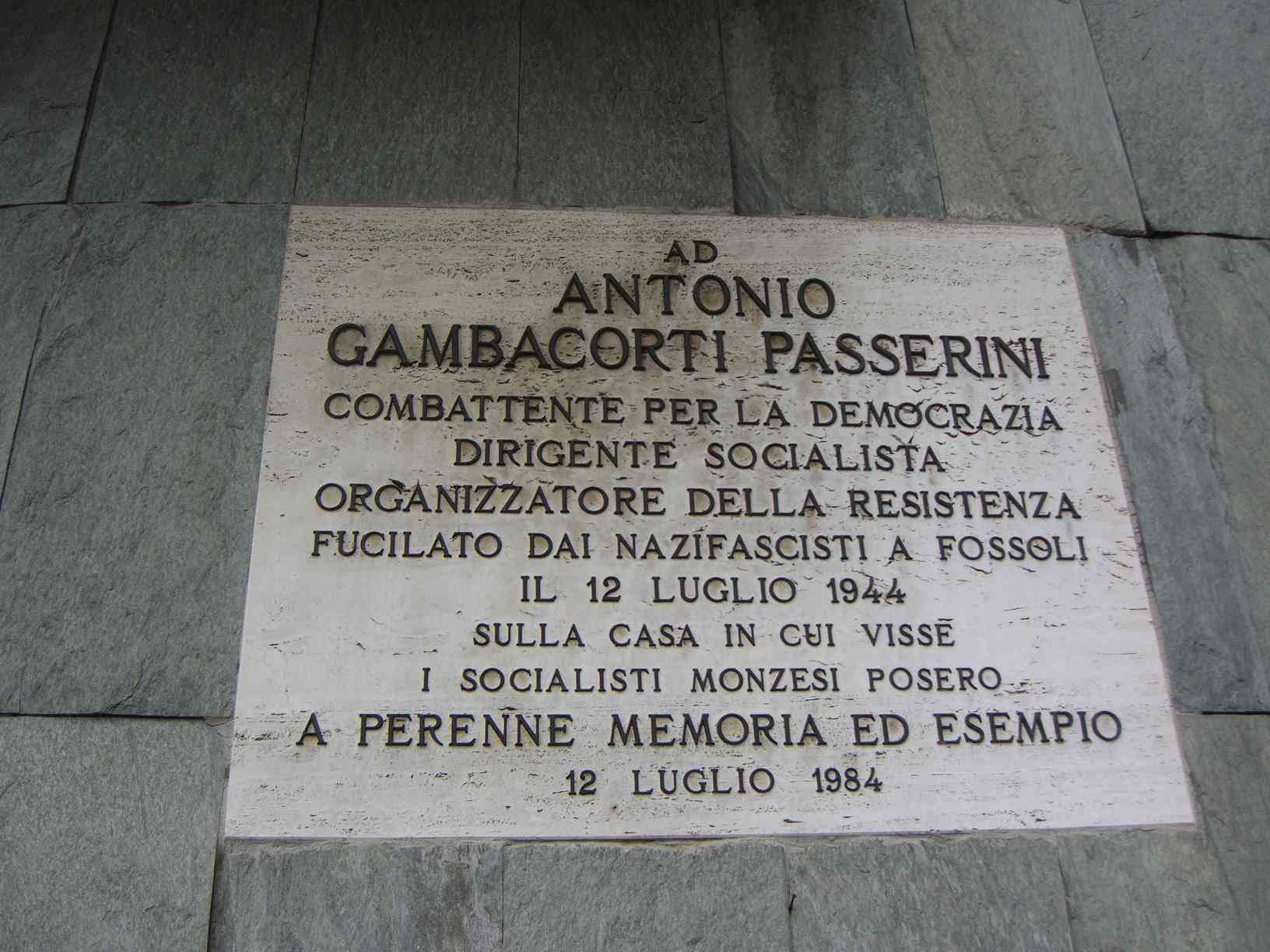
Lapide in memoria di Antonio Gambacorti Passerini (Monza)

Antonio Gambacorti Passerini (Monza, 14 giugno 1903 – Cibeno, 12 luglio 1944) è stato un partigiano italiano.

## Biografia
Antonio Gambacorti Passerini nacque a Monza il 14 giugno 1903, ultimogenito di quattro figli. Si laurea in Scienze economiche all'Università degli Studi di Torino ma, essendogli preclusa la carriera di commercialista a causa del suo rifiuto d'iscriversi al Partito Nazionale Fascista, decide di aprire una piccola cartoleria. Verso la fine del 1942 costituisce a Monza il "Fronte di azione antifascista", e con lui collaborano Aldo Buzzelli, Carlo Casanova, Amedeo Ferrari, Luigi Fossati, Enrico Farè e Fortunato Scali. L'organizzazione pubblica un piccolo giornale chiamato "Pace e libertà" di cui si occupa personalmente, infatti viene stampato in una piccola casa di sua proprietà a Olgiate Calco.
Dopo l'Armistizio inizia a coordinare i primi gruppi partigiani, percorrendo la Brianza in bicicletta e tessendo così le basi che daranno poi vita al Corpo volontari della libertà e alle Brigate Matteotti. Subisce un primo arresto a Milano il 12 novembre del 1943 e resta in carcere fino al 6 febbraio del 1944. Fu nuovamente arrestato il 15 marzo del 1944 insieme a Davide Guarenti e Carlo Prina, a seguito della denuncia di una spia che si era infiltrata nell'organizzazione, e trasportato prima nel carcere di Monza e il 24 maggio 1944 nel Carcere di San Vittore, con il numero di matricola 2164. Il 9 giugno viene trasferito nel campo di Fossoli.
Il 12 luglio viene fucilato nel campo del poligono di tiro di Cibeno, insieme ad altri 4 monzesi, fra cui Carlo Prina, Enrico Arosio, Ernesto Messa e Davide Guarenti. Antonio Gambacorti Passerini fa parte di quelle persone che sono comunemente chiamate i martiri di Fossoli, 67 persone fucilate dai tedeschi in rappresaglia a un attacco della Resistenza. Muore all'età di 41 anni. Il suo corpo, gettato in una fossa comune, sarà riesumato più tardi e riconosciuto dal fratello maggiore, Gino. È sepolto nel cimitero di Monza, nel campo dei partigiani.

## Riconoscimenti

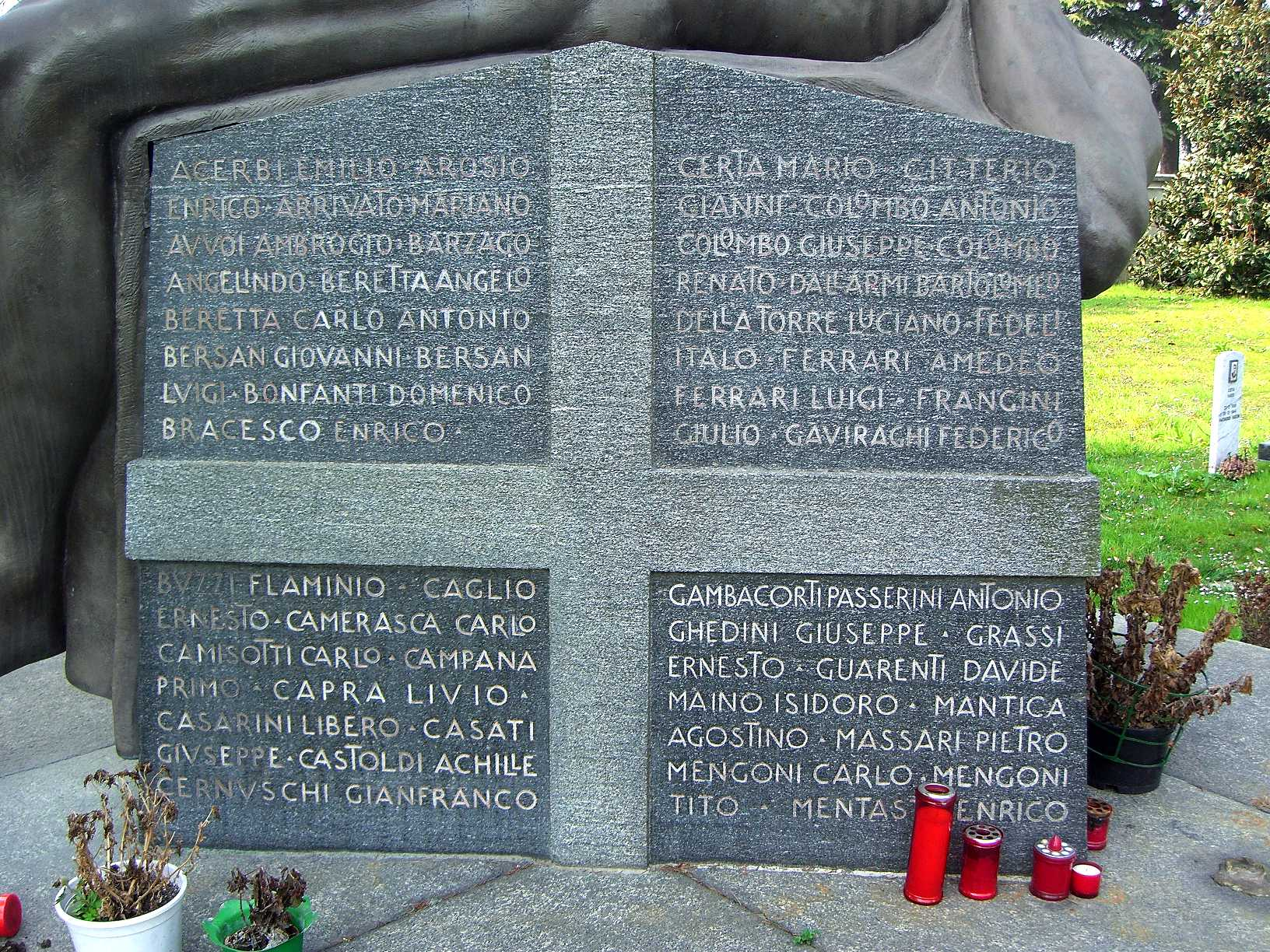
Monumento ai Partigiani caduti - Cimitero di Monza

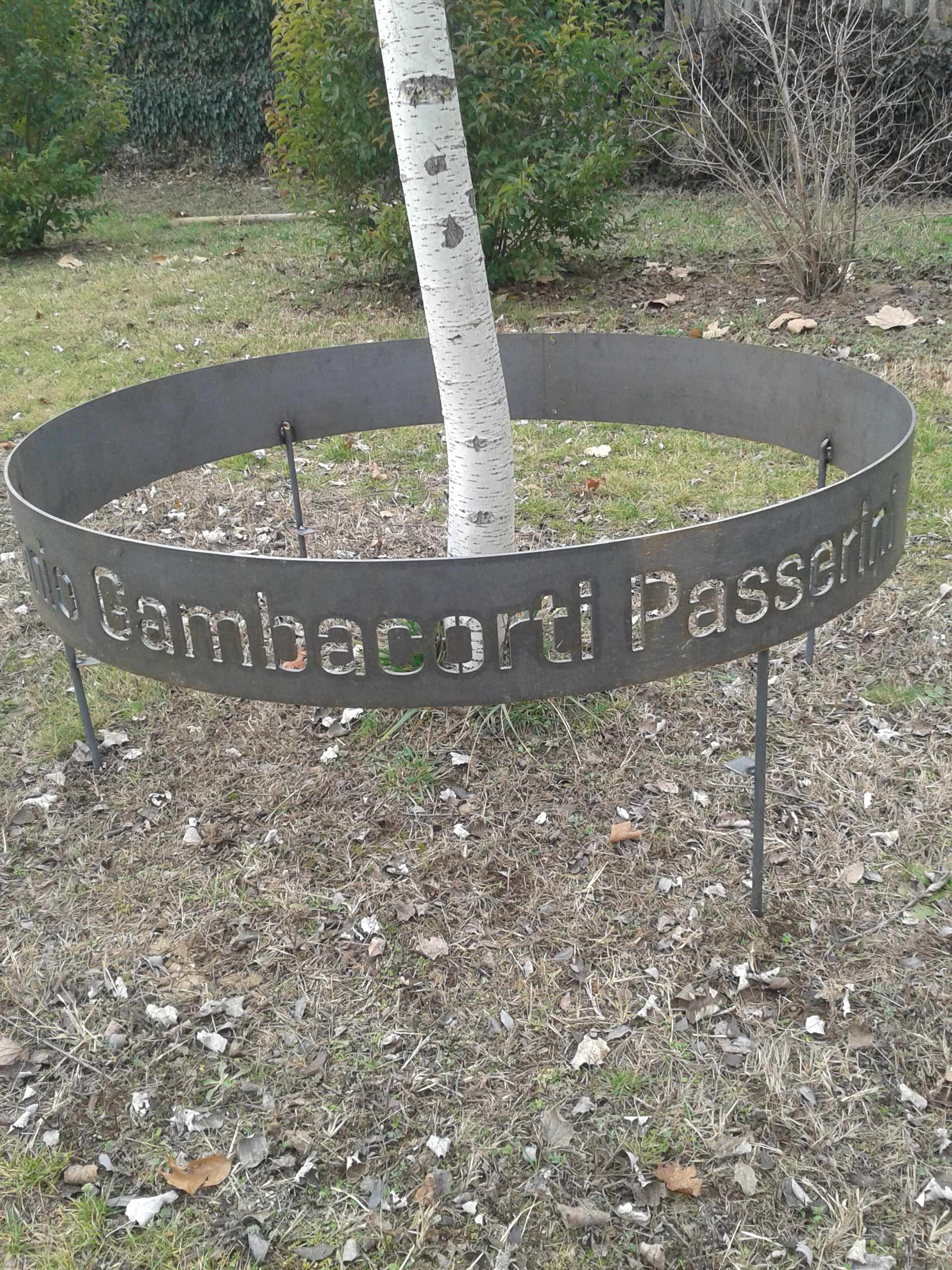
Bosco della memoria di Monza

Il suo nome è iscritto non solo sul Monumento ai caduti che si trova in piazza Trento e Trieste a Monza, ma anche sul monumento ai Partigiani caduti che si trova nel Cimitero di Monza in via Ugo Foscolo. È ricordato anche nel Bosco della memoria in via Ernesto Messa.
Inoltre la città di Monza gli ha intitolato la strada dove risiedeva e la sezione monzese del partito socialista ha apposta una targa in marmo sulla facciata del condomino dove abitava, l'attuale via Gambacorti Passerini n°6.